# نادي الحكمة لكرة القدم
نادي الحكمة الرياضي هو نادي كرة قدم لبناني يقع في منطقة الأشرفية في بيروت.
تأسس النادي عام 1943 برعاية من الأب بولس كيك، وبدعم من المونسنيور جان مارون، حصل النادي على المركز الثاني على التوالي في دوري كرة القدم اللبناني الممتاز في عامي 2001 و2002، ووصل إلى نهائي الاتحاد اللبناني لكرة القدم في 2006 وكأس الاتحاد اللبناني في عام 2004.

## التاريخ
شارك نادي الحكمة في دوري كرة القدم اللبناني في عام 1944، وهبط إلى الدوري اللبناني الدرجة الثانية في 1945، وفاز بها عام 1948 واستعاد ترقيته إلى دوري الدرجة الأولى الممتاز، وعاود الهبوط بعد عامين في عام 1950، وأصبح بطل دوري الدرجة الثانية مرة أخرى في عام 1956، وعاد إلى دوري الدرجة الأولى ولعب فيه حتى عام 1991. وفي تلك الفترة خلال ذروة كرة القدم اللبنانية، لعب الحكمة مباريات ودية مع العديد من الأندية البارزة من جميع أنحاء العالم، مما سام في نقل صورة جيدة لكرة القدم في لبنان إلى العالم، وفي عام 2006 وصل الحكمة إلى نهائي كأس الاتحاد اللبناني وحينها خسر بنتيجة 1-3 أمام حامل اللقب نادي الأنصار.

## تنافسات النادي
يلعب الحكمة «ديربي الأشرفية» مع الراسينغ بيروت.

## مراتب تشريفية
- دوري كرة القدم اللبناني الممتاز:
  - المركز الثاني (2): 2000-2001 الدوري اللبناني الممتاز 2001–02
- كأس الاتحاد اللبناني
  - الوصيف (1): 2006
- كأس الاتحاد اللبناني
  - المركز الثاني (1): 2004

## التاريخ الإداري
- يوجين مولدوفان (2000–2001)
- ثيو بوكير (2001–2002)
- اميل رستم
- Riad Murad
- Fouad Hijazi

## روابط خارجية
- الموقع الرسمي